# بوركينا للطيران
بوركينا للطيران هي شركة طيران والناقل الرسمي لدولة بوركينا فاسو، يقع مقرها في مطار واغادوغو. كانت شركة الطيران مملوكة لصندوق الآغا خان للتنمية الاقتصادية من عام 2001 إلى عام 2017، لكنها عادت الآن إلى ملكية الحكومة.

## تاريخ
أنشئت الشركة في مارس 1967 تحت اسم إير فولتا، وفي 1978 اشترت الشركة أول طائرة لها وكانت من طراز إمبراير اي إم بي 110 بانديرانتي، ثم اشترت طائرة ثانية في 1983 من طراز فوكر إف 28.
في سنة 2001، قامت الحكومة بتحويل الشركة إلى شركة طيران خاصة، وذالك لمعالجة المشاكل المالية والديون التي كانت عالقة فيها. وبعد تحسن وضعيتها المالية، قامت الحكومة البوركينابية من جديد في سنة 2017 بالاستحواذ على إدارة الشركة.

## الوجهات
تخدم طيران بوركينا الوجهات التالية (اعتبارًا من مايو 2017):

### اتفاقية الرمز المشترك
لدى بوركينا للطيران اتفاقية الرمز المشترك مع الشركات التالية:
- الخطوط الجوية الفرنسية
- أسكاي
- الخطوط الجوية الكينية

## الأسطول

### الأسطول الحالي

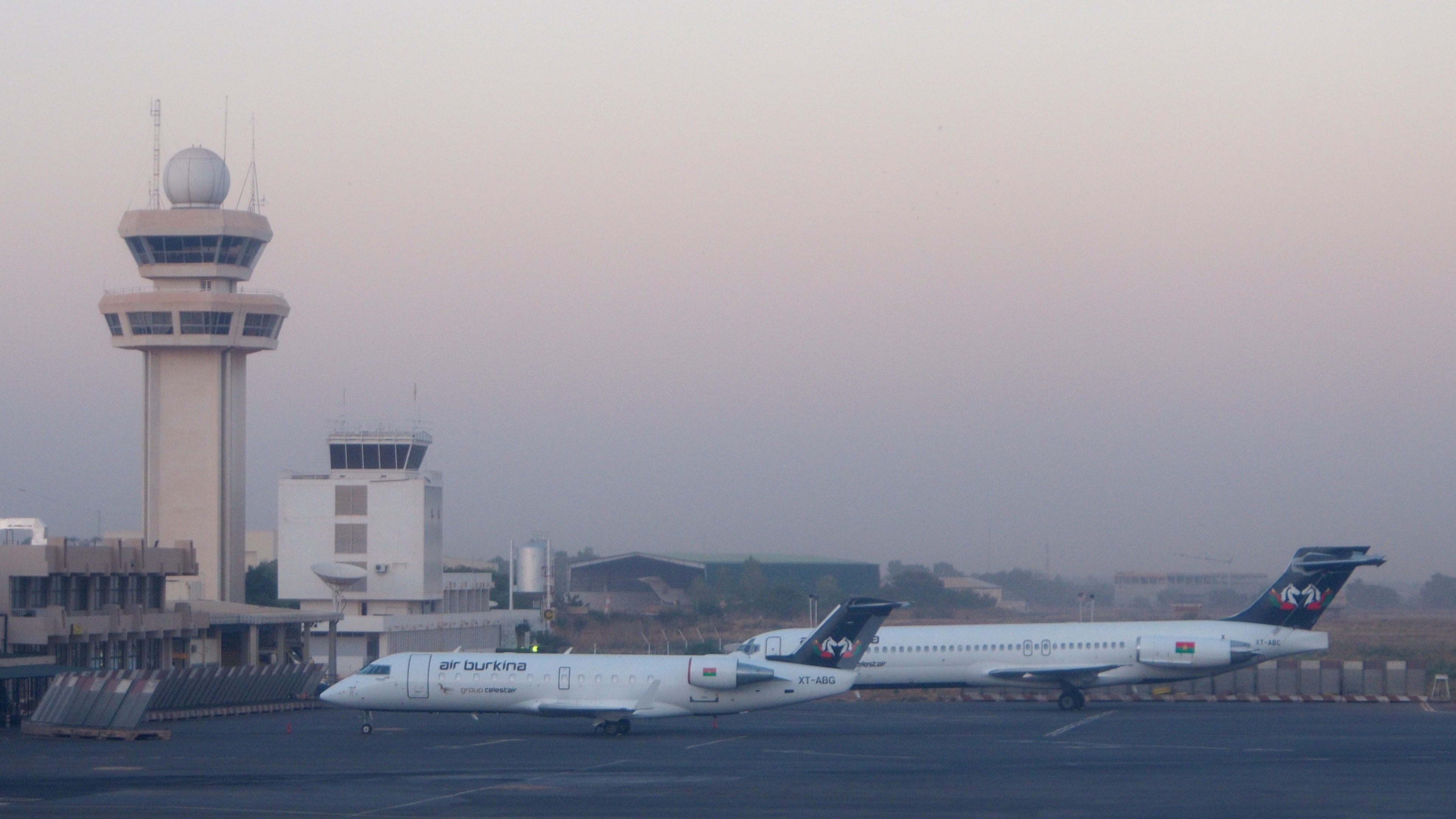
طائرة بومباردييه سي آر جيه 100/200s تابعة لبوركينا للطيران في مطار واغادوغو في ديسمبر 2012

اعتبارًا من فبراير 2021، تشغل بوركينا للطيران الطائرات التالية:

### الأسطول التاريخي
قامت شركة الطيران بتشغيل طائرات مختلفة في الماضي، بما في ذلك طائرتي بومباردييه سي آر جيه 100/200 وماكدونل دوغلاس إم دي-80 و3 فوكر إف 28 فلوشيب.

## وصلات خارجية
- Air Burkina (بالفرنسية)
- Air Burkina Fleet